# Чу Сан Ук
Чу Сан Ук (кор. 주상욱) — південнокорейський актор.

## Біографія
Чу Сан Ук народився 18 липня 1978 року у столиці Республіки Корея місті Сеул. Свою акторську кар'єру він розпочав у 1998 році з виконання епізодичних ролей в телесеріалах, у наступне десятиліття актор виконував здебільшого другорядні ролі в фільмах та серіалах. Першою головною роллю в кар'єрі Сан Ука стала роль в серіалі «Пташки з шипами», у 2013 році актор зіграв одну з головних ролей в популярному медичному серіалі «Добрий лікар». У наступному році він зіграв головні ролі в романтичних серіалах «Народження краси» та «Хитрість однієї леді». У 2015 році Сан Ук зіграв головну роль прокурора Ха Де Чхоля який вночі ховаючись за маскою намагається побороти організовану злочинність та корумпованих прокурорів в гостросюжетному серіалі «Людина в масці» Наприкінці 2018 року відбулася прем'єра нового серіалу «Долі та Фурії» головну роль в якому виконує Чу Сан Ук.

### Особисте життя
У травні 2017 року Сан Ук одружився з акторкою Чха Є Рьон з якою зустрічався понад рік, у грудні того ж року подружжя підтвердило що чекає первістка.

## Фільмографія

### Телевізійні серіали
| Рік       | Назва                                                  | Роль                                     | Мережа    |
| --------- | ------------------------------------------------------ | ---------------------------------------- | --------- |
| 1997      | «Доку Х»                                               | Лі Чін Су                                | SBS       |
| 1998      | «Звіт нового покоління: дорослі не знають»             |                                          | KBS1      |
| 2007      | «Повітряне місто»                                      | Ан Кан Хьон                              | MBC       |
| 2007      | «Кубики марінованої редьки»                            | Пак Че У                                 | MBC       |
| 2007      | «Північні корейці виходять зі схованок» (міська драма) | Пак                                      | KBS2      |
| 2008      | «Коханець міс Чо» (міська драма)                       | Лі Кі Хьон                               | KBS2      |
| 2008      | «Одна мати та три батька»                              | Чон Чан Йон                              | KBS2      |
| 2008      | «Щасливі події Чхунджи»                                | Лі Чу Хьок                               | MBC       |
| 2009      | «Випадкова пара»                                       | Кім Кан Мо                               | KBS2      |
| 2009      | «Королева Сондок»                                      | Воль Я                                   | MBC       |
| 2010      | «Гігант»                                               | Чо Мін Ву                                | SBS       |
| 2011      | «Райське ранчо»                                        | Со Юн Хо                                 | SBS       |
| 2011      | «Моя принцеса»                                         | Хьон У (камео, 9 серія)                  | MBC       |
| 2011      | «Пташки з шипами»                                      | Лі Йон Джо                               | KBS2      |
| 2011      | «Спеціальна слідча команда TEN»                        | Йо Чі Хун                                | OCN       |
| 2011      | «Ти тут, ти тут, ти насправді тут»                     | Сан Хун (камео)                          | MBN       |
| 2012      | «Свято богів»                                          | Чхве Че Ха                               | MBC       |
| 2013      | «Спеціальна слідча команда TEN» (2 сезон)              | Йо Чі Хун                                | OCN       |
| 2013      | «Добрий лікар»                                         | Кім До Хан                               | KBS2      |
| 2013      | «Після школи: Пощастить чи ні»                         | камео (3 серія)                          | Nate, BTV |
| 2013      | «В очікуванні кохання»                                 | працівник ресторану (камео, 2 серія)     | KBS2      |
| 2014      | «Мені потрібна романтика 3»                            | колишній хлопець Чу Йон (камео, 1 серія) | tvN       |
| 2014      | «Народження краси»                                     | Хан Те Хий                               | SBS       |
| 2014      | «Хитрість однієї леді»                                 | Чха Чон Ву                               | MBC       |
| 2015      | «Гламурна спокуса»                                     | Чін Хьон У                               | MBC       |
| 2015      | «Людина в масці»                                       | Ха Де Чхоль                              | KBS2      |
| 2016      | «Фантастика»                                           | Рю Хє Сон                                | JTBC      |
| 2018      | «Великий принц»                                        | Лі Кан                                   | Chosun TV |
| 2018      | «Долі та Фурії»                                        | Тхе Ін Джун                              | SBS       |
| 2019      | «Ласкаво просимо до Вайкікі 2»                         | Кан Мін Хо (камео, 2 серія)              | JTBC      |
| 2020      | «Дотик»                                                | Чха Чон Хьок                             | Channel A |
| 2021-2022 | «Король сліз, Лі Панвон»                               | Лі Панвон                                | KBS1      |
| 2022      | «Алхімія душ»                                          | Чан Кан (камео, серія 1)                 | tvN       |

### Фільми
| Рік  | Назва                         | Роль                 |
| ---- | ----------------------------- | -------------------- |
| 2006 | «Аран»                        | Че Хьок              |
| 2007 | «Ідеальна пара»               | Кім Чон Хьок (камео) |
| 2008 | «Моя дружина знов одружилася» | Хан Че Кьон          |
| 2010 | «Без пощади»                  | адвокат (камео)      |
| 2012 | «Запах»                       | Хан Гіль Ро          |
| 2012 | «90 хвилин»                   | Сан Хий              |
| 2013 | «Дні гніву»                   | Чун Сок              |
| 2014 | «Жінки мисливці»              | Са Хьон              |
| 2015 | «Трот»                        | Че Гу                |

### Шоу
| Дата                          | Шоу                           | Мережа | Участь              | Примітки |
| ----------------------------- | ----------------------------- | ------ | ------------------- | -------- |
| 15 липня 2012 — 7 квітня 2013 | «Чоловіча кваліфікація»       | KBS2   | Співведучий         | [ 8 ]    |
| 2022                          | «Гольфова битва: Друзі берді» | SBS    | Учасник             | [ 9 ]    |
| 2022                          | «Хроніки корейської їжі»      | KBS1   | Ведучий (серії 1-4) | [ 10 ]   |

## Нагороди
| Рік  | Нагорода                           | Категорія                                                 | Робота                      | Результат | Примітки |
| ---- | ---------------------------------- | --------------------------------------------------------- | --------------------------- | --------- | -------- |
| 2010 | Премія SBS драма                   | Нова зірка                                                | «Гігант»                    | Перемога  | [ 11 ]   |
| 2010 | Премія SBS драма                   | Краща пара разом з Хван Чон Им                            | «Гігант»                    | Перемога  | [ 11 ]   |
| 2011 | 6-й Азійський модельний фестиваль  | зіркова модель                                            | Н/Д                         | Перемога  | [ 12 ]   |
| 2011 | 4-та Премія Корейської драми       | Кращий актор другого плану                                | «Гігант», «Пташки з шипами» | Перемога  | [ 13 ]   |
| 2011 | 5-та Премія Азійська коштовність   | Діамантова нагорода (категорія актор)                     | Н/Д                         | Перемога  |          |
| 2011 | 25-та Премія KBS драма             | Нагорода за майстерність (актор середньотривалої драми)   | «Пташки з шипами»           | Номінація |          |
| 2012 | 1-ша Зіркова премія APAN           | Нагорода за майстерність (актор)                          | «Свято богів»               | Номінація |          |
| 2012 | Премія розваг KBS                  | Кращий новачок у вар'єте шоу                              | «Чоловіча кваліфікація»     | Перемога  | [ 14 ]   |
| 2012 | Премія MBC драма                   | Нагорода за високу майстерність (актор спеціальної драми) | «Свято богів»               | Номінація |          |
| 2013 | Премія стиль життя Herald DongA TV | Краще вбрання                                             | Н/Д                         | Перемога  | [ 15 ]   |
| 2013 | 6-та Премія Корейської драми       | Нагорода за високу майстерність (актор)                   | «Добрий лікар»              | Номінація |          |
| 2013 | 2-га Зіркова премія APAN           | Нагорода за майстерність (актор)                          | «Добрий лікар»              | Номінація |          |
| 2013 | 27-ма Премія KBS драма             | Нагорода за майстерність (актор середньотривалої драми)   | «Добрий лікар»              | Перемога  | [ 16 ]   |
| 2014 | Премія MBC драма                   | Нагорода за майстерність (актор мінісеріалу)              | «Хитрість однієї леді»      | Номінація |          |
| 2014 | Премія MBC драма                   | Нагорода за популярність (актор)                          | «Хитрість однієї леді»      | Номінація |          |
| 2014 | Премія SBS драма                   | Нагорода за майстерність (актор спеціальної драми)        | «Народження краси»          | Номінація |          |
| 2014 | Премія SBS драма                   | Топ-10 зірок                                              | «Народження краси»          | Перемога  |          |
| 2014 | Премія SBS драма                   | Краща пара разом з Хан Йо Силь                            | «Народження краси»          | Перемога  | [ 17 ]   |